# Maison-Blanche
El barri de la Maison-Blanche (Quartier de la Maison-Blanche, en francés) és el 51é barri administratiu de la ciutat de París, dins del 13é districte de la capital francesa.

## Situació

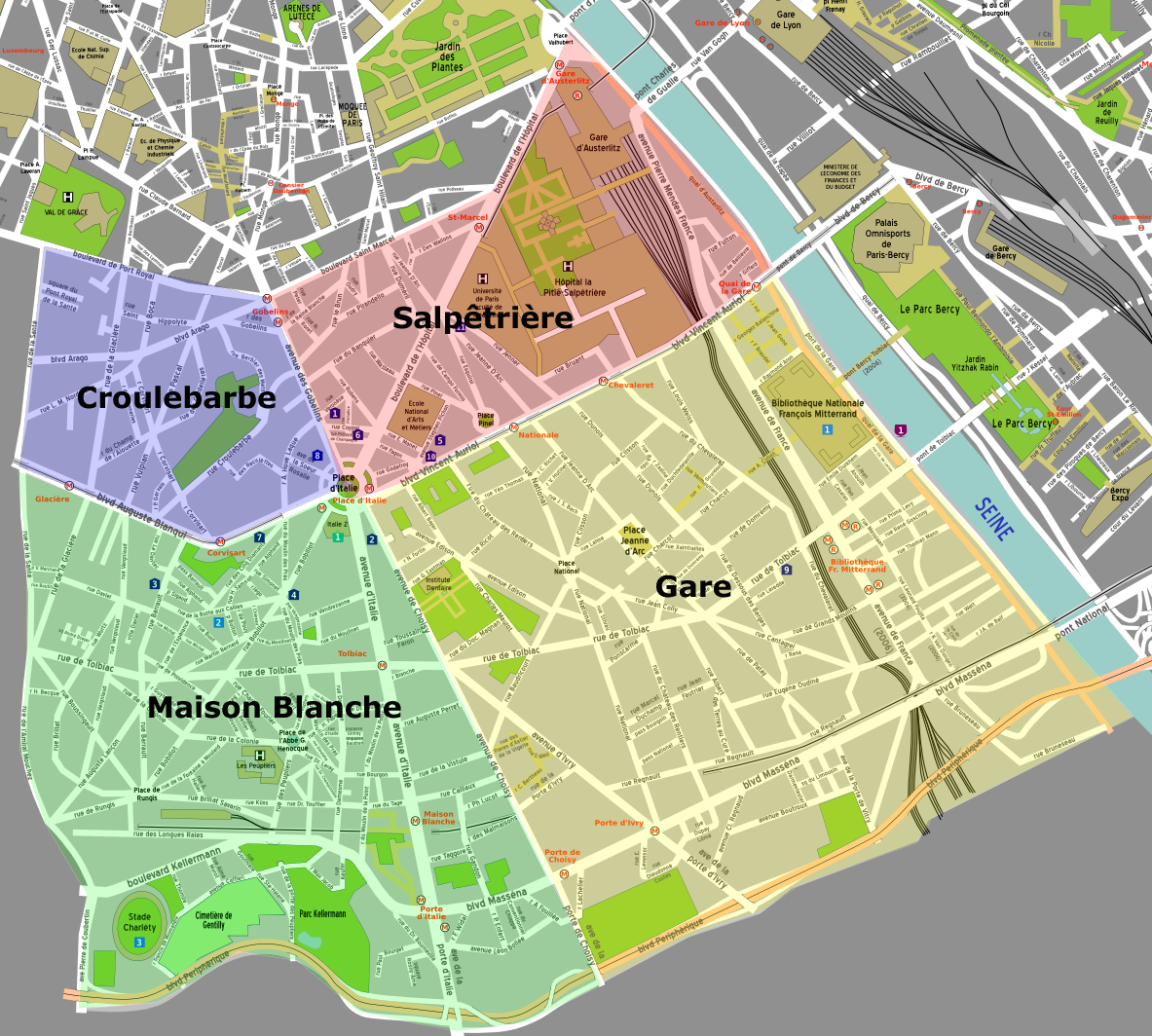
Barris administratius del 13é districte de París.

El barri es troba al quadrant sud-oest del 13é districte de la capital. Pel nord, fita amb el barri de Croulebarbe, amb el bulevard Auguste Blanqui com a límit entre tots dos. Per l'est, limita amb el barri de la Gare, a l'altre costat de l'avinguda de Choisy. Pel sud, i ja fora de la ciutat de París, limita amb les comunes de Gentilly i Kremlin-Bicêtre. Per l'oest, fita amb el barri del Parc-de-Montsouris, dins del 14é districte, amb els carrers Amiral-Mouchez i Santé com a límits.

## Llocs d'interés
- Església de Sainte-Anne de la Butte-aux-Cailles, d'estil romànico-bizantí.
- Estadi Sébastien-Charléty, conegut usualment com a Stade Charléty, situat entre el bulevard Kellermann i el bulevard perifèric.
- Parc Kellermann, situat també entre el bulevard del mateix nom i el périphérique.